# Tribunale ecclesiastico regionale
Il Tribunale ecclesiastico regionale è il tribunale della Chiesa cattolica che giudica le cause matrimoniali in prima istanza; alcuni tribunali ecclesiastici regionali giudicano contemporaneamente in seconda istanza la cause di altri tribunali viciniori.
A ogni tribunale di prima istanza è assegnato un tribunale ordinario di seconda istanza, il quale è però concorrente con il Tribunale Apostolico della Rota, ovvero la parte che vuole interporre appello può scegliere liberamente se farlo al tribunale ordinario o alla Rota. Il terzo grado, e gli eventuali ulteriori gradi, sono di competenza esclusiva della Rota Romana
Per le cause matrimoniali vige il principio della duplice conforme: solo se i due giudizi sono "conformi" ovvero nello stesso senso, la sentenza diventa definitiva; in caso di decisioni discordanti si passa al terzo grado. Ultimamente questo principio non vale più per il Tribunale della Rota Romana, la cui sentenza affermativa non necessità più di una doppia conferma.

## Elenco
Fino al 2015 c'erano 19 tribunali ecclesiastici regionali in Italia:
Tribunale Ecclesiastico Regionale Piemontese, Torino
Regione ecclesiastica Piemonte
Tribunale Ecclesiastico Regionale Lombardo, Milano
Regione ecclesiastica Lombardia
Tribunale Ecclesiastico Interdiocesano Ligure, Genova
Regione ecclesiastica Liguria
Tribunale Ecclesiastico Regionale Triveneto, Venezia
Regione ecclesiastica Triveneto
Tribunale Ecclesiastico Regionale Emiliano, Modena
Provincia ecclesiastica di Modena-Nonantola nella regione ecclesiastica Emilia-Romagna
Tribunale Ecclesiastico Regionale Flaminio, Bologna
Province ecclesiastiche di Bologna e Ravenna-Cervia nella regione ecclesiastica Emilia-Romagna
Tribunale Ecclesiastico Regionale Etrusco, Firenze
Regione ecclesiastica Toscana
Tribunale Ecclesiastico Regionale Umbro, Perugia
Regione ecclesiastica Umbria
Tribunale Ecclesiastico Regionale Piceno, Fermo
Regione ecclesiastica Marche
Tribunale Ecclesiastico Regionale del Lazio di prima istanza e Tribunale Ecclesiastico Regionale del Lazio di appello, Roma
Regione ecclesiastica Lazio
Tribunale Ecclesiastico Regionale Abruzzese-Molisano, Chieti
Regione ecclesiastica Abruzzo-Molise
Tribunale Ecclesiastico Regionale Beneventano, Benevento
Provincia ecclesiastica di Benevento nella regione ecclesiastica Campania
Tribunale Ecclesiastico Regionale Salernitano Lucano, Salerno
Provincia ecclesiastica di Salerno-Campagna-Acerno nella regione ecclesiastica Campania; regione ecclesiastica Basilicata
Tribunale Ecclesiastico Regionale Campano, Napoli
Provincia ecclesiastica di Napoli nella regione ecclesiastica Campania
Tribunale Ecclesiastico Regionale Pugliese, Bari
Regione ecclesiastica Puglia
Tribunale Ecclesiastico Regionale Calabro, Reggio Calabria
Regione ecclesiastica Calabria
Tribunale Ecclesiastico Regionale Siculo, Palermo
Regione ecclesiastica Sicilia
Tribunale Ecclesiastico Regionale Sardo, Cagliari
Regione ecclesiastica Sardegna
| Primo grado          | Appello            |
| -------------------- | ------------------ |
| Piemontese           | Lombardo           |
| Lombardo             | Ligure             |
| Ligure               | Piemontese         |
| Emiliano             | Flaminio           |
| Triveneto            | Lombardo           |
| Flaminio             | Triveneto          |
| Etrusco              | Flaminio           |
| Umbro                | Etrusco            |
| Piceno               | Etrusco            |
| Laziale              | Laziale di appello |
| Abruzzese - Molisano | Beneventano        |
| Beneventano          | Campano            |
| Salernitano Lucano   | Campano            |
| Campano              | Laziale di appello |
| Pugliese             | Beneventano        |
| Calabro              | Campano            |
| Siculo               | Campano            |
| Sardo                | Laziale di appello |